# Laplacea
Laplacea es un género con 57 especies de plantas con flores perteneciente a la familia Theaceae.

## Especies seleccionadas
- Laplacea acutifolia
- Laplacea alpestris
- Laplacea amboinensis
- Laplacea angustifolia
- Laplacea aromatica
- Laplacea capitata
- Laplacea barbinervis
- Laplacea benitoensis

## Sinonimia
- Closaschima, Haemocharis